# ستانلي ويبر
ستانلي ويبر (بالفرنسية: Stanley Weber)‏
```
(و. 
1985
 – 
م
)
[
2
]
 هو 
ممثل
، من 
فرنسا
، ولد في 
باريس
.
```

## التعليم
تعلم في المعهد الوطني العالي للفنون الدرامية ‏، ومدرسة فلوران ‏.

## وصلات خارجية
- ستانلي ويبر على موقع IMDb (الإنجليزية)
- ستانلي ويبر على موقع ألو سيني (الفرنسية)
- ستانلي ويبر على موقع أول موفي (الإنجليزية)
- ستانلي ويبر على موقع قاعدة بيانات الأفلام السويدية (السويدية)
- ستانلي ويبر على موقع قاعدة بيانات الفيلم (الإنجليزية)
- ستانلي ويبر على موقع كينوبويسك (الروسية)